# Musa Gasimli
Musa Jafar Gasimli (en azerí: Musa Cəfər oğlu Qasımlı; Raión de Yardymli, 28 de octubre de 1957) es un historiador de Azerbaiyán, doctor en ciencias históricas, profesor, miembro de la Asamblea Nacional de la República de Azerbaiyán y director del Instituto de Estudios del Cáucaso de la Academia Nacional de Ciencias de Azerbaiyán desde 2016, miembro correspondiente de la Academia Nacional desde 2017.

## Biografía
Musa Gasimli nació el 28 de octubre de 1957 en el raión de Yardimli. Después de graduarse de la escuela secundaria ingresó en la Facultad de Historia de la Universidad Estatal de Bakú en 1974. En 1979 se graduó de la universidad con honores. 
Se ha especializado en la historia de las relaciones internacionales. En 1986 defendió su tesis. Desde 1986 fue profesor del Departamento de Historia Nueva y Moderna de los países europeos y americanos. 
Trabajó en el proyecto de investigación en la Universidad George Mason de Estados Unidos.
El 24 de junio de 2016 fue elegido director del Instituto de Estudios del Cáucaso de la Academia Nacional de Ciencias de Azerbaiyán.
De 1992 a 1997, trabajó en el Departamento de Relaciones Internacionales de la Asamblea Nacional de la República de Azerbaiyán. 
En 2010, 2015 y 2020 fue elegido miembro de Asamblea Nacional de la República de Azerbaiyán. Musa Gasimli es miembro del Comité de Ciencia y Educación de la Asamblea. También es miembro de un grupo de trabajo de las relaciones interparlamentarias con Turquía, Canadá, Brasil, Perú, México, Argentina, Dinamarca, Malta, Estonia, Bosnia y Herzegovina, así como jefe de un grupo de trabajo de las relaciones interparlamentarias entre Azerbaiyán- Afganistán.

## Premios y títulos
- Orden Shohrat (2017)
- Medalla "Centenario de la República Democrática de Azerbaiyán"